# Missionarie degli infermi Cristo Speranza
Le missionarie degli infermi «Cristo Speranza» sono un istituto secolare femminile di diritto pontificio.

## Storia
La congregazione fu fondata da Germana Sommaruga: nel 1936, mentre era studentessa dell'Università cattolica, conobbe padre Angelo Carazzo, superiore della comunità camilliana di Milano, e insieme elaborarono il progetto di una comunità di donne consacrate nel mondo e votate al servizio degli infermi.
Nel 1938 si unì alla Sommaruga la prima compagna e presto giunsero adesioni all'istituto da Cremona, Venezia, Milano, Imperia, Roma.
Anche numerose malate e ricoverate in sanatorio si unirono alla comunità, così nell'istituto vennero a formarsi due categorie di membri: le missionarie, nubili e vedove che intendevano assistere almeno spiritualmente gli infermi, e le oblate, malate che cooperavano a questo apostolato offrendo le proprie sofferenze. Le due categorie, in seguito, si unirono in un gruppo unico.
Dopo la pubblicazione della costituzione Provida Mater Ecclesia, il 25 marzo 1948 il vescovo di Cremona eresse le missionarie degli infermi in istituto secolare di diritto pontificio.
L'espansione internazionale dell'istituto iniziò nel 1950, con la nascita di un nucleo di missionarie in Francia; nel 1951 un nuovo nucleo sorse in Belgio. Nel 1962 l'istituto si aprì all'apostolato missionario raggiungendo in Brasile i serviti della prelatura territoriale di Acre e Purus, dove fondò un lebbrosario; seguì una presenza sull'isola di Formosa e poi una in Argentina.
Il pontificio decreto di lode giunse il 15 luglio 1953 e l'approvazione definitiva il 6 gennaio 1961.

## Diffusione
Oltre che in Italia, sono presenti in Belgio e in Francia, in Argentina e in Brasile, in Vietnam e in altri paesi asiatici.
La sede principale è in via Paolo Rotta a Milano.
Nel 1973 l'istituto contava 292 membri.